# 2e division de réserve de la Garde (Empire allemand)
La 2e division de réserve de la Garde est une unité de l'armée allemande qui combat lors de la Première Guerre mondiale. Au déclenchement du conflit, la division est engagée à Charleroi, Guise avant de combattre à la bataille de la Marne. Elle occupe un secteur du front au nord de Reims. En 1915, la division participe aux combats de printemps et d'automne en Artois avant d'occuper un secteur dans cette région jusqu'en juin 1916.
En 1916, la 2e division de réserve de la Garde combat lors de la bataille de la Somme avec de lourdes pertes. Au cours de l'année 1917, la division combat vers Arras et Passchendaele. En 1918, elle fait partie des divisions engagées dans l'offensive Michael, elle participe ensuite aux combats défensifs d'été et d'automne principalement dans la Somme et les Flandres. À la fin du conflit, la division est transportée en Allemagne et dissoute au cours de l'année 1919.

## Première Guerre mondiale

### Composition

#### Composition à la mobilisation - 1914
- 26e brigade d'infanterie de réserve :

15e régiment d'infanterie de réserve
55e régiment d'infanterie de réserve
- 38e brigade d'infanterie de réserve :

77e régiment d'infanterie de réserve
91e régiment d'infanterie de réserve
10e bataillon de jäger de réserve
- 20e régiment d'artillerie de campagne de réserve (6 batteries)
- 2e régiment de uhlans de réserve (3 escadrons)
- 4e compagnie du 10e bataillon de pionniers de réserve

#### 1916
- 26e brigade d'infanterie de réserve :

15e régiment d'infanterie de réserve
55e régiment d'infanterie de réserve
- 38e brigade d'infanterie de réserve :

77e régiment d'infanterie de réserve
91e régiment d'infanterie de réserve
- 20e régiment d'artillerie de campagne de réserve (6 batteries)
- 3 escadrons 2e régiment de uhlans de réserve
- 4e et 6e compagnies du 10e bataillon de pionniers de réserve

#### 1917
- 38e brigade d'infanterie de réserve :

15e régiment d'infanterie de réserve
77e régiment d'infanterie de réserve
91e régiment d'infanterie de réserve
- 2e escadron 2e régiment de uhlans de réserve
- 8e commandement divisionnaire d'artillerie de la Garde

20e régiment d'artillerie de campagne de réserve (9 batteries)
- 4e et 6e compagnies du 10e bataillon de pionniers de réserve

#### 1918
- 38e brigade d'infanterie de réserve :

15e régiment d'infanterie de réserve
77e régiment d'infanterie de réserve
91e régiment d'infanterie de réserve
- 4e escadron 2e régiment de uhlans de réserve
- 116e commandement d'artillerie divisionnaire

20e régiment d'artillerie de campagne de réserve (9 batteries)
2e bataillon du 23e régiment d'artillerie à pied (4e et 6e batteries)
- 302e bataillon de pionniers

### Historique
Au déclenchement de la guerre, la 2e division de réserve de la Garde forme avec la 19e division de réserve le 10e corps de réserve, rattachée à la IIe armée allemande.

#### 1914
- 10 août : la division est stationnée à Zülpich.
- 11 - 23 août : progression vers la Belgique, dont la frontière est franchie le 14 août. La division traverse la Meuse près de Liège le 17 août, contourne Namur par le nord et franchit la Sambre à l'ouest de Charleroi. Engagée à partir du 22 dans la bataille de Charleroi, combat vers Marbaix-la-Tour.
- 24 - 27 août : poursuite des troupes françaises.
- 28 - 30 août : engagée dans la bataille de Guise, combats dans la région de Ribemont et de Saint-Quentin.
- 31 août - 5 septembre : poursuite des troupes françaises, combat le 4 septembre vers Le Breuil.
- 6 - 9 septembre : engagée dans la bataille de la Marne, (bataille des Deux Morins) entre Sézanne et Montmirail les 6 et 7 septembre ; repli progressif vers Épernay[1].
- 10 septembre - 12 octobre : retrait au-delà de Reims puis arrêt et occupation d'un secteur du front.
- 13 octobre 1914 - 4 février 1915 : occupation d'un secteur du front dans la région de Courcy.

#### 1915
- 5 février - fin avril : les deux brigades de la division sont séparées, la 26e brigade occupe un secteur entre Thiescourt et l'Oise, la 38e brigade occupe un secteur du front dans le massif de l'Argonne[1].
- 1er - 20 mai : les deux brigades sont regroupées dans la région de Sélestat ; repos.
- 20 mai - 1er août : transport par V.F. en Artois dans la région de La Bassée, engagée dans la bataille de l'Artois entre Cuinchy et Givenchy-lès-la-Bassée.
- 2 - 31 août : retrait du front, repos dans la région de Cambrai.
- 1er - 24 septembre : en ligne, occupation d'un secteur du front entre Vingles et Hulluch au sud du canal de La Bassée.
- 25 septembre 1915 - 7 avril 1916 : engagée à partir du 25 septembre dans la bataille de l'Artois d'automne, la division subit de fortes pertes.

8 octobre : attaque allemande sur Loos-en-Gohelle. Puis organisation et occupation du terrain dans la région de La Bassée.

#### 1916
- 7 avril - 23 juin : retrait du front, repos dans la région de Tournai en Belgique ; puis fin mai dans la région de Gommecourt.
- 25 juin - 26 novembre : engagée dans la bataille de la Somme, occupation de secteur vers Thiepval, Pozières et Bazentin-le-Petit jusqu'en septembre. Alternance avec des occupations de secteurs plus au nord. Les pertes de la division au cours de cette période sont importantes, plus de 51 % de l'effectif initial[1].
- 27 novembre 1916 - 15 mars 1917 : occupation d'un secteur dans la région de Gommecourt et d'Hébuterne. Durant cette période, la division devient une division à trois régiments d'infanterie en cédant le 55e régiment d'infanterie de réserve à la 220e division d'infanterie nouvellement créée[1].

#### 1917
- 15 mars - 23 mai : engagée dans l'opération Alberich, retraite par Bucquoy, Lagnicourt, Beaumetz-lès-Cambrai pour atteindre la ligne Hindenburg[1]. À partir du 2 avril, engagée dans la bataille d'Arras, puis occupation d'un secteur du front entre Quéant et Boursies.
- 23 mai - 30 juin : retrait du front, repos dans la région de Cambrai ; puis transport dans la région de Thielt, repos.
- 30 juin - 31 juillet : mouvement par étapes vers Staden ; repos.
- 31 juillet - 9 août : engagée dans la bataille de Passchendaele, le 31 juillet regroupement à l'ouest de la forêt de Houthulst, puis contre-attaque en direction de Bikschote avec de fortes pertes ; occupation défensive du terrain[2].
- 9 août - 10 septembre : retrait du front, repos dans la région de Gand.
- 10 - 30 septembre : mouvement vers le front, à nouveau engagée dans la bataille de Passchendaele, occupation d'un secteur à l'ouest de Passchendaele, au sud-est de Saint-Julien.
- 30 septembre - 27 novembre : mouvement de rocade, occupation d'un secteur du front dans la région d'Armentières.
- 27 novembre 1917 - 9 janvier 1918 : retrait du front, mouvement et occupation d'un secteur au nord de Passchendaele.

#### 1918
- 9 - 23 janvier : retrait du front, repos dans la région de Roulers.
- 23 janvier - 1er février : relève de la 199e division d'infanterie et occupation d'un secteur au nord de Passchendaele[2].
- 2 février - 3 mars : relevée par la 239e division d'infanterie[2], puis occupation en alternance avec cette division d'un secteur du front vers Passchendaele.
- 3 - 21 mars : relevée par la 41e division d'infanterie[2], retrait du front mouvement vers Cambrai ; repos et instruction. Mise en réserve de l'OHL.
- 21 - 26 mars : engagée dans l'Offensive Michael, renforce le front dans le secteur de Saint-Léger, combats violents avec de lourdes pertes.
- 26 mars - 3 avril : retrait du front, repos en seconde position.
- 3 - 29 avril : mouvement vers le front, relève de la 236e division d'infanterie (de) dans le secteur de Neuville-Vitasse[2]. Le 29 avril, la division est retirée du front, par l'extension du front des divisions voisines.
- 29 avril - 7 juin : mouvement vers Douai ; repos et instruction.
- 7 - 20 juin : relève de la 187e division d'infanterie et occupation d'un secteur du front vers Gavrelle, la 187e division d'infanterie relève la division le 20 juin[2].
- 20 juin - 7 août : retrait du front, repos et reconstitution dans la région de Tournai. La division est renforcée par l'arrivée d'hommes du 427e régiment d'infanterie et de 500 hommes en provenance d'Allemagne[2].
- 7 - 25 août : relève de la 5e division d'infanterie bavaroise dans le secteur de Bucquoy[2]. Engagée dans des combats défensifs lors de la bataille de Picardie[n 1] ; combats vers Monchy et Bapaume.
- 25 août - 2 septembre : retrait du front repos.
- 2 - 15 septembre : mouvement vers le front, renforcement des lignes de défenses le long de la route reliant Arras à Cambrai.
- 15 septembre - 5 octobre : retrait du front, mouvement vers le nord. À partir du 26 septembre, relève de la 9e division de réserve dans le secteur de Neuve-Chapelle, puis d'Armentières[2].
- 5 octobre - 11 novembre : occupation d'un secteur dans la région de Ledegem[3]. Devant la pression des troupes alliées, la division se replie pour atteindre la ligne de défense Anvers-Meuse. Après la signature de l'armistice, la division est transférée en Allemagne où elle est dissoute au cours de l'année 1919.

## Chefs de corps
| Grade                        | Nom                          | Date                                |
| ---------------------------- | ---------------------------- | ----------------------------------- |
| Generalleutnant              | Richard von Süßkind-Schwendi | 2 août - 13 septembre 1914          |
| Generalleutnant              | Paul Weese                   | 14 septembre 1914 - 9 novembre 1916 |
| Generalmajor/Generalleutnant | Axel von Petersdorff (hr)    | 10 novembre 1916 - 20 août 1918     |
| Generalmajor                 | Wigand von Cramer            | 21 août 1918 - 1919                 |